# Llanfihangel Ysgeifiog
Llanfihangel Ysgeifiog är en community i Storbritannien. Den ligger på ön Anglesey i kommunen Isle of Anglesey och riksdelen Wales, i den sydvästra delen av landet, 300 km nordväst om huvudstaden London. 
Den största byarna i Llanfihangel Ysgeifiog är Gaerwen och Pentre Berw.